# Патологічне сп'яніння
Патологічне сп'яніння — психічний стан, який виникає при прийомі алкоголю під час особливих обставин, пов'язаних зі зміною обстановки, з тривалим безсонням, перевтомою, емоційним перенапруженням, перенесеним захворюванням. Може розвиватися під час польоту на літаку або поїздки потягом. Характерне помутніння свідомості: сприйняття навколишнього раптово змінюється, з'являються нав'язливі ідеї переслідування, галюцинації, страх. У сп'янілих виникає збудження з гнівом, агресією, розлюченістю.
Характерна ознака — відсутність розладу координації рухів (хворі не хитаються, хода впевнена). Починається патологічне сп'яніння раптово, перебігає короткочасно й так само раптово закінчується дуже глибоким сном, який супроводжується амнезією (втратою пам'яті).